# SóTocaTop
SóTocaTop foi um programa de televisão brasileiro exibido pela TV Globo nas tardes de sábado entre 14 de julho de 2018 e 28 de março de 2020. Idealizado por Ricardo Waddington, com direção geral e artística de Raoni Carneiro, o programa também era retransmitido pelos canais a cabo Multishow e Bis, pertencentes ao Grupo Globo.
Originalmente, o programa era comandado por Fernanda Souza e Luan Santana na primeira e segunda temporadas, IZA, Toni Garrido, Lucy Alves, Wesley Safadão e Maiara & Maraisa na terceira temporada e Ludmilla e Mumuzinho na quarta.

## Exibição

### Pandemia e cancelamento.
O programa foi cancelado em março de 2020 em virtude da pandemia de COVID-19 no Brasil, tomando medidas que podiam contribuir para a contenção do avanço do vírus. Assim, no lugar, a emissora passou a exibir os episódios do programa Música Boa, do Multishow, e o retorno da Sessão de Sábado. Após as diversas mudanças na programação durante esse período fora do ar, a emissora carioca resolveu não voltar com o programa em 2021.

## História

### 2018: Primeira Fase
Em abril de 2018, Luan assinou contrato com a TV Globo para comandar seu próprio programa de auditório musical, inspirado nos moldes clássicos do Globo de Ouro e Estação Globo que teria a apresentação dividida com uma mulher. Maria Eugênia Suconic foi o primeiro nome pensado pela direção devido à sua boa repercussão nas atrações que comandou na MTV Brasil, porém a apresentadora acabou não se saindo bem nos testes. Fernanda Paes Leme e Fernanda Lima fizeram testes na sequência, porém não foram aprovadas. Ricardo Waddington então decidiu convidar Fernanda Souza após avaliar com positivo o desempenho dela no Vai, Fernandinha e em seu canal do YouTube, colocando-a no posto sem testes. Em 18 de maio, foi anunciado que o programa se chamaria Só Toca Top.
Um dia antes da Rede Globo, em 13 de julho, o programa teve pré-estreia exclusiva no Multishow às 21h15 para os assinantes do canal a cabo.
Só Toca Top teve a sua segunda temporada ainda em 2018. Os artistas mais ouvidos na semana puderam apresentar seus sucessos no Multishow, na Globo, no BIS e nas plataformas digitais da Globo. A segunda temporada estreou no dia 17 de novembro. Ao final da temporada, Fernanda Souza e Luan Santana decidiram deixar o programa para dedicar-se a outros projetos.
A segunda temporada teve sete episódios, e foi ao ar entre 17 de novembro e 29 de dezembro.

### 2019: Segunda Fase
O programa que agitou as tardes de sábado, em 2018, voltou com tudo no dia 30 de março de 2019 após a rescisão do contrato de Otaviano Costa com a Globo e após a grade da emissora sofrer uma reformulação. Sob direção artística de Raoni Carneiro e direção de núcleo de Boninho, a atração apresentou rankings semanais dedicados exclusivamente aos sucessos atuais da música nacional, que contemplou o que é mais ouvido no país, nas rádios e também na internet.
Diferente da primeira e segunda temporada, que teve todos os episódios comandados por Luan Santana e Fernanda Souza, a terceira temporada contou com um rodízio de apresentadores. A primeira dupla que deu o pontapé inicial na temporada foi Iza e Toni Garrido, que continuaram na apresentação até 4 de Maio. A segunda dupla a assumir a atração foi a cantora Lucy Alves e o cantor Wesley Safadão, que foram até 15 de Junho. Na sequência, foi a vez da dupla sertaneja Maiara & Maraisa. As duas fizeram tanto sucesso na apresentação do programa que elas continuaram no programa até o final da temporada, em 28 de Dezembro de 2019. 
Outra novidade da temporada, foi o quadro Convidado TOP da Semana, que levou ao palco artistas que se mantiveram durante gerações no “topo do coração do público”. Entre os artistas que participaram, estavam Roberta Miranda, Bell Marques, Daniel, Raça Negra e Capital Inicial.

## Especiais

### SóTocaTop Verão (2020)
Em 4 de janeiro de 2020, estreou a temporada especial de verão do programa, com apresentação de Ludmilla e Mumuzinho e uma nova dinâmica, trazendo momentos musicais em vez dos tradicionais rankings. O show de estreia foi gravado na Marina da Glória, no Rio de Janeiro e teve direção artística de Raoni Carneiro, diretor artístico da versão convencional. Foi a última temporada do programa, que encerrou após o início da pandemia de COVID-19, em 28 de março de 2020.
“Olhamos todos os programas que você possa imaginar, brasileiros e internacionais, mas, junto com meu time de criação, sempre nos provocamos para saber qual é o nosso. Eu queria que esse programa fosse universal, que fosse um programa em uma cidade grande, mas com uma identidade que pudesse funcionar para todo mundo. E aí a gente chega nesse cenário super colorido, com uma paleta de cores super moderna, e trazemos o Rio de Janeiro como fundo. Não vamos abrir mão desse cenário, claro, que é lindo.” Raoni Carneiro

## Apresentadores
| Nome | Nome             | Temporadas | Temporadas | Temporadas | Temporadas |
| Nome | Nome             | 1ª 2018    | 2ª 2018    | 3ª 2019    | Verão 2020 |
| ---- | ---------------- | ---------- | ---------- | ---------- | ---------- |
|      | Fernanda Souza   |            |            |            |            |
|      | Luan Santana     |            |            |            |            |
|      | Iza              |            |            |            |            |
|      | Toni Garrido     |            |            |            |            |
|      | Lucy Alves       |            |            |            |            |
|      | Wesley Safadão   |            |            |            |            |
|      | Maiara & Maraisa |            |            |            |            |
|      | Ludmilla         |            |            |            |            |
|      | Mumuzinho        |            |            |            |            |

### Apresentador Top
A partir da terceira temporada, a atração passou a contar com o Apresentador Top, personalidades populares na internet que, em esquema de rodízio, fazem a cobertura dos bastidores da atração, mostrando o dia de gravação, entrevistando apresentadores, artistas convidados e interagindo com a plateia.
| 3ª Temporada | Verão                                                                                                  |
| --- | --- |
| - Camila Coutinho - Julia Faria - John Drops - Ana Clara Lima - Gessica Kayane - Gabi Lopes - Mariana Sampaio - Gabriela Pugliesi - Lorena Improta - Vivian Amorim - Rafa Kalimann - Manu Gavassi | - Vivian Amorim - Ana Clara Lima - Arthur Aguiar - Luane Dias - Jade Seba - Gominho - Brunna Gonçalves |

## Episódios
| Temporada | Episódios | Exibição Original      | Exibição Original      |
| Temporada | Episódios | Estreia                | Final                  |
| --------- | --------- | ---------------------- | ---------------------- |
| 1ª        | 16        | 14 de julho de 2018    | 03 de novembro de 2018 |
| 2ª        | 07        | 17 de novembro de 2018 | 29 de dezembro de 2018 |
| 3ª        | 36        | 30 de março de 2019    | 28 de dezembro de 2019 |
| Verão     | 13        | 04 de janeiro de 2020  | 28 de março de 2020    |

| Episódio            | Data                | Artistas | Ref.                |
| 1ª Temporada (2018) | 1ª Temporada (2018) | 1ª Temporada (2018) | 1ª Temporada (2018) |
| ------------------- | ------------------- | --- | ------------------- |
| 01                  | 14 de julho         | Vitor Kley, Melim, Zé Neto & Cristiano, Dilsinho, Gusttavo Lima, Ferrugem, MC Kekel, Aldair Playboy e MC MM                | [ 14 ]              |
| 02                  | 21 de julho         | Iza, Ludmilla, Nego do Borel, Um44k, MC Kevinho, Naiara Azevedo, Felipe Araújo, MC G15, Eduardo Costa e Dennis DJ          |                     |
| 03                  | 28 de julho         | Projota, Claudia Leitte, Mano Walter, Xand Avião, 1Kilo, Gabriel Diniz e MC Bruninho                                       |                     |
| 04                  | 04 de agosto        | Natiruts, Luísa Sonza, MC Livinho, Gustavo Mioto, Zé Neto & Cristiano, Fernando & Sorocaba, MC Don Juan, MC WM e Maneva    |                     |
| 05                  | 11 de agosto        | Marcos & Belutti, Matheus & Kauan, Ferrugem, Turma do Pagode, Péricles, Solange Almeida, Jonas Esticado e Lagum            |                     |
| 06                  | 18 de agosto        | Iza, Ludmilla, Melim, MC Kevinho, Léo Santana, Psirico, Humberto & Ronaldo, Jerry Smith e MC Bruninho                      |                     |
| 07                  | 25 de agosto        | Anavitória, Capital Inicial, Di Ferrero, Silva, Kell Smith, Matheus & Kauan e Felipe Araújo                                |                     |
| 08                  | 01 de setembro      | Projota, Rael, Rubel, Thiaguinho, Dilsinho, Pixote e Bruno & Marrone                                                       |                     |
| 09                  | 08 de setembro      | Jota Quest, Skank, Harmonia do Samba, Léo Santana, MC Kekel, Jerry Smith e Jefferson Moraes                                |                     |
| 10                  | 15 de setembro      | Lexa, Vitor Kley, Wesley Safadão, Breno & Caio Cesar, Raça Negra, Sorriso Maroto e Mano Walter                             | [ 15 ]              |
| 11                  | 22 de setembro      | Rashid, Um44k, Jão, Marcos & Belutti, Fernando & Sorocaba e Gabriel Diniz                                                  |                     |
| 12                  | 29 de setembro      | Maiara & Maraisa, Sorriso Maroto, Ferrugem, Imaginasamba, Mariana Nolasco e George Henrique & Rodrigo                      |                     |
| 13                  | 06 de outubro       | Ludmilla, Melim, Wesley Safadão, MC G15, Márcia Fellipe e MC Rita                                                          |                     |
| 14                  | 13 de outubro       | Especial Dia das Crianças: Zé Felipe, Buchecha, Galinha Pintadinha, Mundo Bita, Júlia & Rafaela, MC Bruninho e Enzo Rabelo | [ 16 ] [ 17 ]       |
| 15                  | 20 de outubro       | Sandy, Lucas Lima, Anavitória, Iza, Luísa Sonza, Lucas Lucco, MC Kekel e Big Up                                            |                     |
| 16                  | 03 de novembro      | Harmonia do Samba, Rafa & Pipo Marques, Diego & Victor Hugo, Joelma Mendes, Pablo e Luan Estilizado                        |                     |
| 2ª Temporada (2018) |                     | |                     |
| 01                  | 17 de novembro      | Vitor Kley, Pabllo Vittar, Thaeme & Thiago, Felipe Araújo, Turma do Pagode, Ferrugem                                       |                     |
| 02                  | 24 de novembro      | Sandy, Anavitória, Barão Vermelho, Fábio de Melo, Aline Barros, Clau, Haikaiss, Cortesia da Casa e Mariana Fagundes        |                     |
| 03                  | 01 de dezembro      | Pitty, Skank, Natiruts, Mumuzinho, Sorriso Maroto e Gaab                                                                   |                     |
| 04                  | 08 de dezembro      | Roupa Nova, Belo, Saia Rodada, Dorgival Dantas, Gabriel Elias, Lagum e Isaías Barbosa                                      | [ 18 ]              |
| 05                  | 15 de dezembro      | É o Tchan!, Léo Santana, Diogo Nogueira, Solange Almeida, Atitude 67 e Jonas Esticado                                      |                     |
| 06                  | 22 de dezembro      | Especial de Natal: Iza, Projota, Vitor Kley, Melim, Di Ferrero, Dilsinho, Fernando & Sorocaba, Gabriel Diniz e MC Bruninho | [ 19 ]              |
| 07                  | 29 de dezembro      | Especial de Ano Novo: Claudia Leitte, Ludmilla, Thiaguinho, MC Kevinho, MC Kekel, Gusttavo Lima e Mano Walter              | [ 20 ]              |
| 3ª Temporada (2019) |                     | |                     |
| 01                  | 30 de março         | Gabriel Diniz, Márcia Fellipe, Claudia Leitte, Whadi Gama e Bell Marques                                                   |                     |
| 02                  | 06 de abril         | Lexa, Jota Quest, MC L da Vinte, Gabi Martins e Raça Negra                                                                 |                     |
| 03                  | 13 de abril         | Fábio de Melo, Fernandinho, MC Kevinho, Vitão, Anavitória e Daniel                                                         |                     |
| 04                  | 20 de abril         | Zé Neto & Cristiano, Lauana Prado, Rodriguinho, Maria Bomani e Capital Inicial                                             |                     |
| 05                  | 27 de abril         | Naiara Azevedo, MC Kekel, Mano Walter, Tiee e Belo                                                                         |                     |
| 06                  | 04 de maio          | Ludmilla, Vitor Kley, Diego & Victor Hugo, Avine Vinny e Skank                                                             |                     |
| 07                  | 11 de maio          | Xand Avião, Turma do Pagode, Matheus & Kauan, Malía e Carlinhos Brown                                                      |                     |
| 08                  | 18 de maio          | Luísa Sonza, Felipe Araújo, Marcos & Belutti, Nicolas Germano e Chitãozinho & Xororó                                       |                     |
| 09                  | 25 de maio          | Dilsinho, Gustavo Mioto, Joelma, Pelé Milflows e Jota Quest                                                                |                     |
| 10                  | 01 de junho         | Simone & Simaria, Melim, Jerry Smith, PH & Michel, Daniela Mercury e Gabriel Diniz                                         |                     |
| 11                  | 08 de junho         | Aline Barros, Lagum, Gabriel Elias, Agnes e Marcelo Falcão                                                                 |                     |
| 12                  | 15 de junho         | Paula Fernandes, Kevin o Chris, Atitude 67, Guilherme & Benuto e Os Paralamas do Sucesso                                   |                     |
| 13                  | 29 de junho         | Fernando & Sorocaba, Mumuzinho, Jonas Esticado, Giulia Be e Sidney Magal                                                   |                     |
| 14                  | 06 de julho         | Léo Santana, Sorriso Maroto, Pitty, Luedji Luna e Nando Reis                                                               |                     |
| 15                  | 13 de julho         | Lucas Lucco, Projota, Vitão, Day & Lara, Dynho Alves e Titãs                                                               |                     |
| 16                  | 20 de julho         | Péricles, Gabriela Rocha, Vanessa da Mata, Di Ferrero e Lulu Santos                                                        |                     |
| 17                  | 27 de julho         | Iza, João Gustavo & Murilo, Hungria Hip Hop, Cai Sahra e Bruno & Marrone                                                   |                     |
| 18                  | 03 de agosto        | Dilsinho, Solange Almeida, Enzo Rabelo, Ana Gabriela e É o Tchan                                                           |                     |
| 19                  | 10 de agosto        | Xande de Pilares, Lexa, MC Kekel, Lauana Prado, Bryan Behr e Paulo Ricardo                                                 |                     |
| 20                  | 17 de agosto        | Zé Felipe, MC Kevinho, Márcia Fellipe, Hotelo e Leonardo                                                                   |                     |
| 21                  | 24 de agosto        | Thiaguinho, Rodriguinho, Gaab, Mr. Dan, Saia Rodada, Nego do Borel e Roupa Nova                                            |                     |
| 22                  | 31 de agosto        | Ferrugem, Vitor Kley, Bruna Karla, Hugo & Guilherme e Falamansa                                                            |                     |
| 23                  | 07 de setembro      | Diego & Victor Hugo, Pixote, Pabllo Vittar, Duda Beat e Roberta Miranda                                                    |                     |
| 24                  | 14 de setembro      | Matheus & Kauan, Preto no Branco, Agnes, Xamã, Thaeme & Thiago e Molejo                                                    |                     |
| 25                  | 21 de setembro      | Felipe Araújo, Turma do Pagode, Mano Walter, Pedro Sampaio e Cidade Negra                                                  |                     |
| 26                  | 28 de setembro      | Luan Santana, Tribo da Periferia, Xand Avião, Diogo Nogueira e Lenine                                                      |                     |
| 27                  | 05 de outubro       | Atitude 67, Melim, Gustavo Mioto, Mar Aberto e Léo Jaime                                                                   |                     |
| 28                  | 12 de outubro       | Especial de Dia das Crianças: Galinha Pintadinha, Mundo Bita, Palavra Cantada, Gilberto Gil e Flor Gil                     |                     |
| 29                  | 19 de outubro       | Marília Mendonça, Zé Neto & Cristiano, Pablo, Olívia e Beto Barbosa                                                        |                     |
| 30                  | 26 de outubro       | Léo Santana, Kevin O Chris, Joelma Mendes, Rodrigo Suricato e César Menotti & Fabiano                                      |                     |
| 31                  | 02 de novembro      | Marcos & Belutti, Pocah, Jonas Esticado, Juan Marcus & Vinícius e Zeca Pagodinho                                           |                     |
| 32                  | 09 de novembro      | Dilsinho, Yasmin Santos, Lucas Lucco e Buchecha                                                                            |                     |
| 33                  | 23 de novembro      | Sorriso Maroto, PH & Michel, Belo, Gabriel Gava, Naiara Azevedo, Murilo Huff e Paula Toller                                |                     |
| 34                  | 30 de novembro      | Simone & Simaria, Tiee, Anavitória, Vitor Kley, Matuê e Raimundos                                                          |                     |
| 35                  | 07 de dezembro      | Michel Teló, Daniel, Haikaiss, Matheusinho e Art Popular                                                                   |                     |
| 36                  | 14 de dezembro      | Fernando & Sorocaba, Vitão, Aline Barros, Blitz e Lourena                                                                  |                     |
| 37                  | 28 de dezembro      | Melhores Momentos |                     |
| Verão (2020)        |                     | |                     |
| 01                  | 4 de janeiro        | Melim, Nego do Borel, Thaeme & Thiago e Zeca Pagodinho                                                                     |                     |
| 02                  | 11 de janeiro       | Péricles, Buchecha, Márcia Fellipe e Chitãozinho & Xororó                                                                  |                     |
| 03                  | 18 de janeiro       | Paula Fernandes, Vitor Kley, Yasmin Santos e Rubel                                                                         |                     |
| 04                  | 25 de janeiro       | Iza, Thiaguinho, Solange Almeida e Molejo                                                                                  |                     |
| 05                  | 1 de fevereiro      | Dilsinho, MC Kevinho, Psirico e Xande de Pilares                                                                           |                     |
| 06                  | 8 de fevereiro      | Preta Gil, Gloria Groove, Onze:20, Legado e Barão Vermelho                                                                 |                     |
| 07                  | 15 de fevereiro     | Pocah, Gustavo Mioto, Marcelo Falcão e Turma do Pagode                                                                     |                     |
| 08                  | 22 de fevereiro     | Diogo Nogueira, Felipe Araújo, Lexa e Trio Elétrico                                                                        |                     |
| 09                  | 29 de fevereiro     | Bell Marques, Pixote, Maiara & Maraisa e Armandinho                                                                        |                     |
| 10                  | 7 de março          | É o Tchan, Lauana Prado, César Menotti & Fabiano e Dinho Ouro Preto                                                        |                     |
| 11                  | 14 de março         | Claudia Leitte, Luísa Sonza, Diego & Victor Hugo e Sorriso Maroto                                                          |                     |
| 12                  | 21 de março         | Marcos & Belutti, Naiara Azevedo, Atitude 67 e Falamansa                                                                   |                     |
| 13                  | 28 de março         | Michel Teló, Raimundos, Thiago Martins e Vitão                                                                             |                     |

## Recepção da crítica
Em sua primeira temporada o programa apresentado por Luan e Fernanda teve avaliação majoritariamente negativa pelos jornalistas especializados. Chico Barney, do UOL, apelidou o programa de "Só Toca Flop" – em referência ao termo em inglês de "fracasso" ou algo ruim – dizendo que o programa era muito editado e engessado com um texto minunciosamente lido pelos apresentadores, não dando espaço para que eles se soltassem ou fossem autênticos, ficando evidente que Fernanda e Luan estavam lá apenas para ler o programado e poderiam ser substituídos por qualquer outro apresentador. Daniel Castro, da coluna Notícias da TV do UOL, disse que o programa decepcionou ao propor originalidade e mostrar algo genérico, além de atingir a mesma média de audiência que a atração que havia substituído, Estrelas, apesar da produção mais cara. Fabio Augusto, do Observatório da Televisão, também reiterou que o programa fracassou ao apresentar resultados pífios.
A versão do "Só Toca Top: Verão" apresentado por Ludmilla e Mumuzinho foi considerada a melhor do programa, ambos os apresentadores foram elogiados pela imprensa pela química e descontração. O programa manteve bons índices de audiência.